# Batman Returns (videogioco)
Batman Returns è un videogioco basato sul film Batman - Il ritorno, distribuito sulle console SEGA da SEGA stessa, mentre le versioni per NES e Super NES furono pubblicate da Konami. 
La versione per PC fu pubblicata da Konami ma sviluppata da Spirit of Discovery. La versione Amiga fu sviluppata da Denton Designs e ancora pubblicata da Konami, e quella Atari Lynx, invece, fu distribuita dalla stessa Atari.

## Versioni

### SNES
La versione per SNES fu pubblicata nel 1993, fondamentalmente un picchiaduro a scorrimento da sinistra a destra, un genere frequente all'epoca sulla console - la meccanica di gioco e la grafica rassomigliano alla serie Final Fight.
Il giocatore dovrà affrontare sette livelli ispirati al film e vari membri della Red Triangle Circus Gang attaccheranno Batman, capace di difendersi con i suoi strumenti, come il batarang. Ogni scenario termina con il combattimento contro un boss, leggermente più ostico dei nemici regolari. Alcuni livelli sono piattaforme bidimensionali, nonostante la maggioranza siano livelli con piattaforme simil 3D con cui si ha a disposizione molto più movimento. Il quinto livello consiste nel guidare la Batmobile in una corsa contro la banda nemica e per sconfiggerli la Batmobile dispone di mitragliatrici. 
Il gioco fu ben valutato per via della sua qualità tecnica globale e per la sfida bilanciata che offriva - grazie anche alle musiche adattate da Danny Elfman, il compositore del film - ma non fu esentato da critiche contro la sua mancanza di originalità.
Batman Returns fu premiato nel 1992 come Miglior Adattamento Cinematografico come Videogioco dal Electronic Gaming Monthly.

### NES
La versione NES rassomiglia più alla serie Double Dragon. Il giocatore dispone di una sola barra d'energia, allungabile con dei bonus particolari, e il sistema di salvataggio è a password. Sono presenti due livelli a scorrimento continuo in cui si utilizzano la Batmobile e la Batkiboat.

### Sega a 16-bit
La versione Sega Mega CD e Mega Drive sono pressappoco identiche, eccetto che la versione CD presenta migliore sonoro grazie al CD audio, un motore 3D notevole per l'epoca per alcuni frangenti specifici del gioco e disegni ufficiali inediti.
La versione Mega Drive fu criticata per la sua qualità grafica mediocre e meccanica di gioco altalenante, data la difficoltà eccessiva, mentre la controparte Mega-CD/Sega CD ebbe successo per la sua veste grafica e per la colonna sonora di genere rock.
La versione Sega Mega Drive comincia con il Pinguino che uccide la Principessa di Ghiaccio e infanga con l'omicidio la reputazione di Batman, come mostrato nell'introduzione.

### Sega Master System e Game Gear
Anche le versioni ad otto bit sono videogiochi piattaforma, indipendenti dalle versioni sedici bit, con livelli unici, percorsi facili o difficili, i secondi con piattaforme di gioco più strette e trappole più frequenti.

### Atari Lynx
La versione Lynx è un misto tra un gioco platform e un picchiaduro a scorrimento laterale. Oltre alla difficoltà estrema, questo titolo spinge al limite la console portatile Atari.

### PC
Praticamente un gioco a parte, di genere avventura.
Una conversione di discreta qualità, secondo la stampa specializzata.

### Amiga
Soggetto a una considerabile controversia: la Gametek, prima di pubblicare il gioco, inviò foto della versione PC alla stampa specializzata e i redattori delle riviste videoludiche si confusero, recensendo la conversione basandosi sulla versione PC.
Questa sola conversione è considerata pessima per mancanza totale di collisioni adeguate tra gli sprite dei personaggi e ambientazione, controlli impossibili da sfruttare a dovere e pessima grafica e ciò ha anche infangato l'assai migliore versione PC, oggigiorno, comunque, distinta dai recensori di videogiochi antiquati in internet.